# Marcheseuil
Marcheseuil är en kommun i departementet Côte-d'Or i regionen Bourgogne-Franche-Comté i östra Frankrike. Kommunen ligger i kantonen Liernais som tillhör arrondissementet Beaune. År 2022 hade Marcheseuil 151 invånare.

## Befolkningsutveckling
Antalet invånare i kommunen Marcheseuil
Referens:INSEE